# Arecòidies
Arecoideae és una subfamília de plantes amb flors pertanyent a la família Arecaceae.
Arecoideae té fulles pinnades i flors en grups de 3 (tríades), amb una flor carpellada envoltada de dues flors estaminades (probablement una sinapomorfia, però perduda en alguns subgrups). Dins d'Arecoideae, uns pocs grups monofilètics bé definits són evidents.
Hyophorbeae (que té per exemple a Chamaedorea, Hyophorbe), té flors imperfectes en línies.
Cocoeae té la inflorescència associada amb una bràctea persistent, gran, llenyosa, i els fruits amb endocarp d'aspecte d'os, triporad, i inclou gèneres com Elaeis, Cocos, Syagrus, Attalea, Bactris, Desmoncus, i Jubaea.
Iriarteae (que té per exemple a Iriartea, Socratea) té arrels "stilt", i segments de fulles amb àpices despuntats i venes divergents.
La majoria de les Arecoideae estan situades dins d'un Areceae heterogeni (Baker et al. 2006), els gèneres representatius inclouen a Areca, Dypsis, Wodyetia, Veitchia, Ptychosperma i Dictyosperma. Aquestes palmeres de vegades tenen una estructura formada d'una sèrie de bases de fulles grans o solapades, que sembla una prolongació vertical de la tija.

## Tribus
Té les següents tribus
- Areceae - Caryoteae - Cocoeae - Geonomeae - Iriarteeae - Podococceae - Roystoneae